# 竇欣蓉
竇 欣蓉（ドウ・シンロン、簡体字中国語: 窦 欣蓉、英語: Dou Xinrong、2001年5月27日 - ）は、中国の女子ラグビー選手。

## プロフィール
- 中国出身[1]。
- ポジションはフッカー(HO)。
- 身長 170cm、体重 70kg

## 略歴
2024年、パリ五輪の7人制女子中国代表に選ばれた。